# Jan Arend Godert de Vos van Steenwijk (1799-1872)
Jan Arend Godert baron de Vos van Steenwijk (De Wijk, huis de Havixhorst, 7 februari 1799 - Zwolle, 7 maart 1872) was een Nederlands politicus en heer van landgoed De Havixhorst.
De Vos van Steenwijk, lid van de familie De Vos van Steenwijk, was de zoon van Godert Willem de Vos van Steenwijk en Andrea van Holthe tot Reebruggen.
Hij studeerde rechten aan de Universiteit van Groningen, waar hij in 1822 promoveerde. Hij volgde zijn vader op als vrederechter te Meppel en statenlid van Drenthe. In 1846 werd hij benoemd tot gouverneur van Drenthe, een ambt dat vanaf 1850 werd aangeduid als commissaris des Konings. Hij bevorderde in die functie de uitvoering van diverse openbare werken, zoals aanleg van de straatweg naar Meppel en verbetering van de Hoogeveense Vaart en bevorderde de verdeling van de markegronden in Drenthe. Tevens bracht hij de financiële boekhouding van de provincie op orde.
De Vos van Steenwijk was mede-eigenaar (2/45e deel) van de plantage 't Yland in Suriname en daarmee ook mede-eigenaar van tot slaaf gemaakten.
De Vos van Steenwijk werd voor zijn grote verdiensten voor de provincie Drenthe benoemd tot commandeur in de orde van de Nederlandse Leeuw. Ook was hij grootofficier in de orde van de Eikenkroon.
De Vos van Steenwijk was getrouwd met Hermanna Elisabeth Backer (1801-1876). Het echtpaar had negen kinderen:
- Andrea (1825-1882), getrouwd met Joseph Gockinga
- Jan Willem Jacobus baron de Vos van Steenwijk (1827-1897), Tweede Kamerlid
- Mr. Godert Willem baron de Vos van Steenwijk (1829-1904), burgemeester, getrouwd met Maria Bernardina barones van Imhoff
- Cornelis (1832-1905), getrouwd met 1) Maria Gesina Wicherlink en 2) Wilhelmina Dorrepaal
- Reint Hendrik (1835-1856)
- Mello baron de Vos van Steenwijk, heer van de Havixhorst (1836-1888), burgemeester, getrouwd met Johanna Margaretha barones Sloet van Lindenhorst

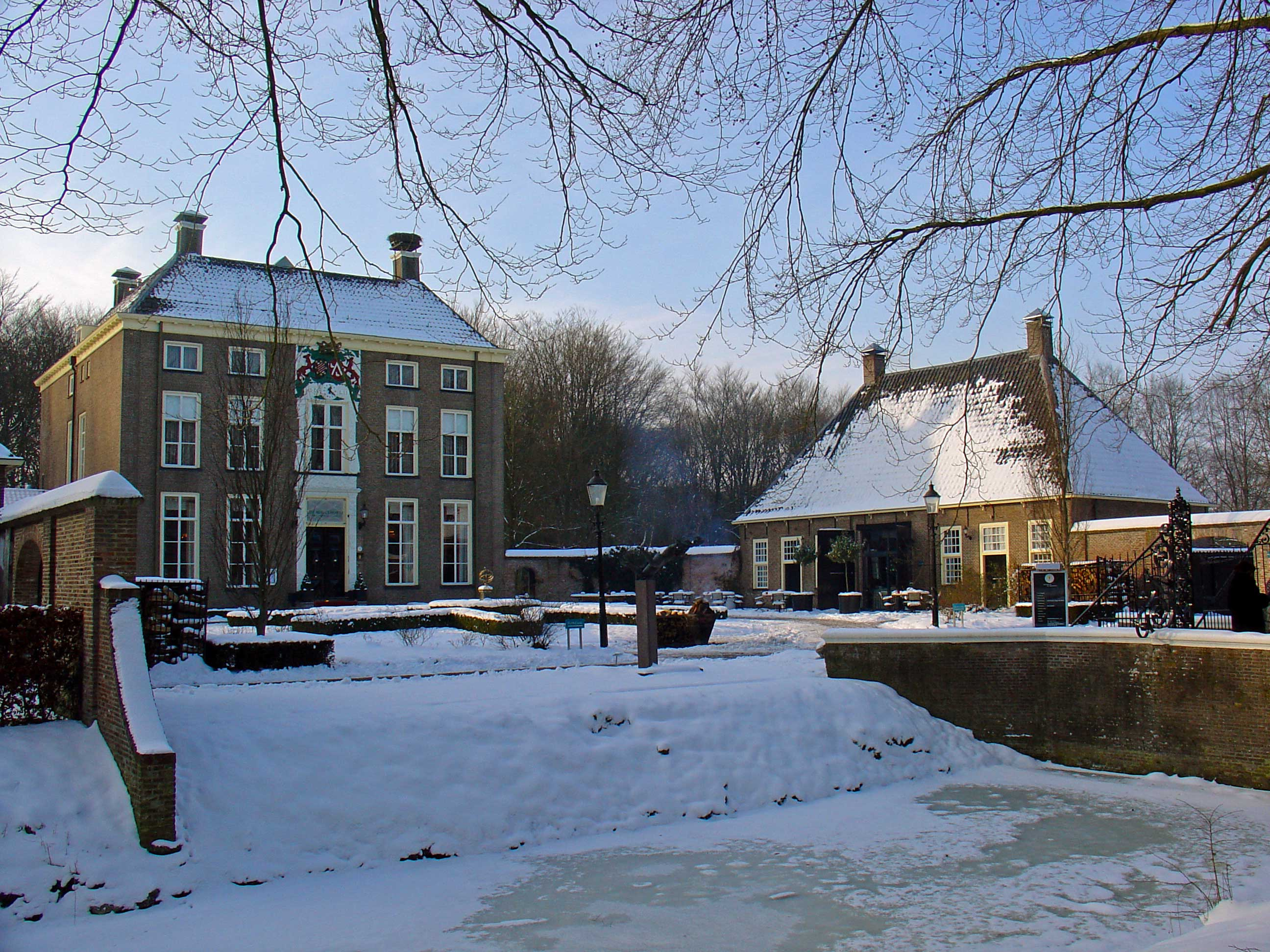
Havixhorst in De Schiphorst (Drenthe), nabij De Wijk, 2010

- Josina Petronella (1838-1929)
- Agnes Maria (1841-1922)
- Jan Arent Godert (1844-1919)

- Biografisch Portaal: 13025476
- Digitale Bibliotheek voor de Nederlandse Letteren: vos_114
- Gemeinsame Normdatei: 1199455555
- International Standard Name Identifier: 0000 0003 9220 4328
- Nederlandse Thesaurus van Auteursnamen: 073175013
- Parlement.com: vg09llyzbmve
- Virtual International Authority File: 286224676
- WorldCat: E39PBJw937mXX9GhR6hqvfw9jC